# Złotów (comune rurale)
Złotów è un comune rurale polacco del distretto di Złotów, nel voivodato della Grande Polonia.
Ricopre una superficie di 292,5 km² e nel 2004 contava 9 006 abitanti.
Il capoluogo è Złotów, che non fa parte del territorio ma costituisce un comune a sé.